# Данкан (Південна Кароліна)
Данкан (англ. Duncan) — місто (англ. town) в США, в окрузі Спартанберг штату Південна Кароліна. Населення — 4041 особа (2020).

## Географія
Данкан розташований за координатами 34°56′15″ пн. ш. 82°8′27″ зх. д. / 34.93750° пн. ш. 82.14083° зх. д. (34.937474, -82.140964).  За даними Бюро перепису населення США в 2010 році місто мало площу 12,37 км², з яких 12,11 км² — суходіл та 0,27 км² — водойми.

## Демографія
Згідно з переписом 2010 року, у місті мешкала 3181 особа в 1236 домогосподарствах у складі 847 родин. Густота населення становила 257 осіб/км².  Було 1401 помешкання (113/км²).
Расовий склад населення:
| - 60,9 % — білих - 30,5 % — чорних або афроамериканців - 1,0 % — азіатів - 0,2 % — корінних американців - 4,3 % — осіб інших рас |

До двох чи більше рас належало 3,2 %. Частка іспаномовних становила 9,2 % від усіх жителів.
За віковим діапазоном населення розподілялося таким чином: 30,6 % — особи молодші 18 років, 59,6 % — особи у віці 18—64 років, 9,8 % — особи у віці 65 років та старші. Медіана віку мешканця становила 31,4 року. На 100 осіб жіночої статі у місті припадало 81,5 чоловіків;  на 100 жінок у віці від 18 років та старших — 77,1 чоловіків також старших 18 років.
Середній дохід на одне домашнє господарство  становив 41 231 долар США (медіана — 32 117), а середній дохід на одну сім'ю — 47 076 доларів (медіана — 43 558). За межею бідності перебувало 22,9 % осіб, у тому числі 26,3 % дітей у віці до 18 років та 16,7 % осіб у віці 65 років та старших.
Цивільне працевлаштоване населення становило 1488 осіб. Основні галузі зайнятості: виробництво — 30,5 %, мистецтво, розваги та відпочинок — 16,5 %, роздрібна торгівля — 16,1 %.